# Chalcolecta bitaeniata
Chalcolecta bitaeniata là một loài nhện trong họ Salticidae.
Loài này thuộc chi Chalcolecta. Chalcolecta bitaeniata được Eugène Simon miêu tả năm 1884.